# Kulenda
Kulenda – wąwóz będący orograficznie lewym odgałęzieniem Doliny Eliaszówki na Wyżynie Olkuskiej. Górna część wąwozu zaczyna się na polach uprawnych wsi Paczółtowice, następnie wąwóz wcina się w porośnięte lasem wschodnie zbocza Doliny Eliaszówki. Uchodzi do jej dna na wysokości około 340 m, nieco powyżej Źródła proroka Eliasza.
Porośnięta lasem część wąwozu znajduje się w obrębie rezerwatu przyrody Dolina Eliaszówki. Wąwóz wycięty jest w skałach wapiennych, na południe od zachodniego skraju wsi Paczółtowice. Zachodnia część wąwozu jest zalesiona i należała do klasztoru w Czernej i pierwotnie otoczona była murem o wysokości 2,5 m, wzniesionym w latach 1640–1672, którego ruiny zachowały się do dziś.
Z dna Doliny Eliaszówki dnem Kulendy biegnie droga do Lasu Hrabskiego.

## Szlaki turystyki pieszej
– żółty z Olkusza przez Dolinę Eliaszówki i rezerwat przyrody oraz Dolinę Racławki do Paczółtowic.

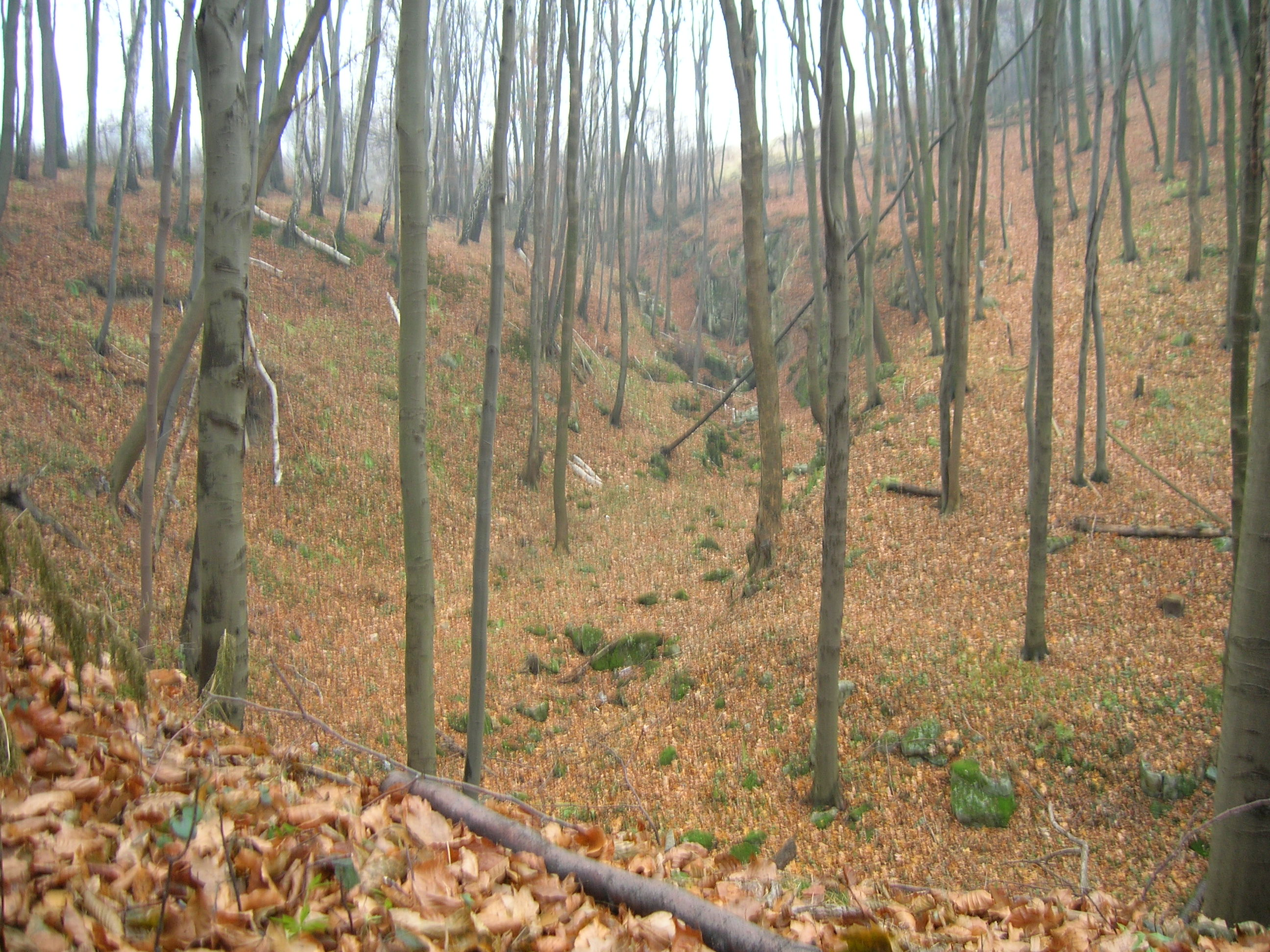
Fragment zachodni (dolny)
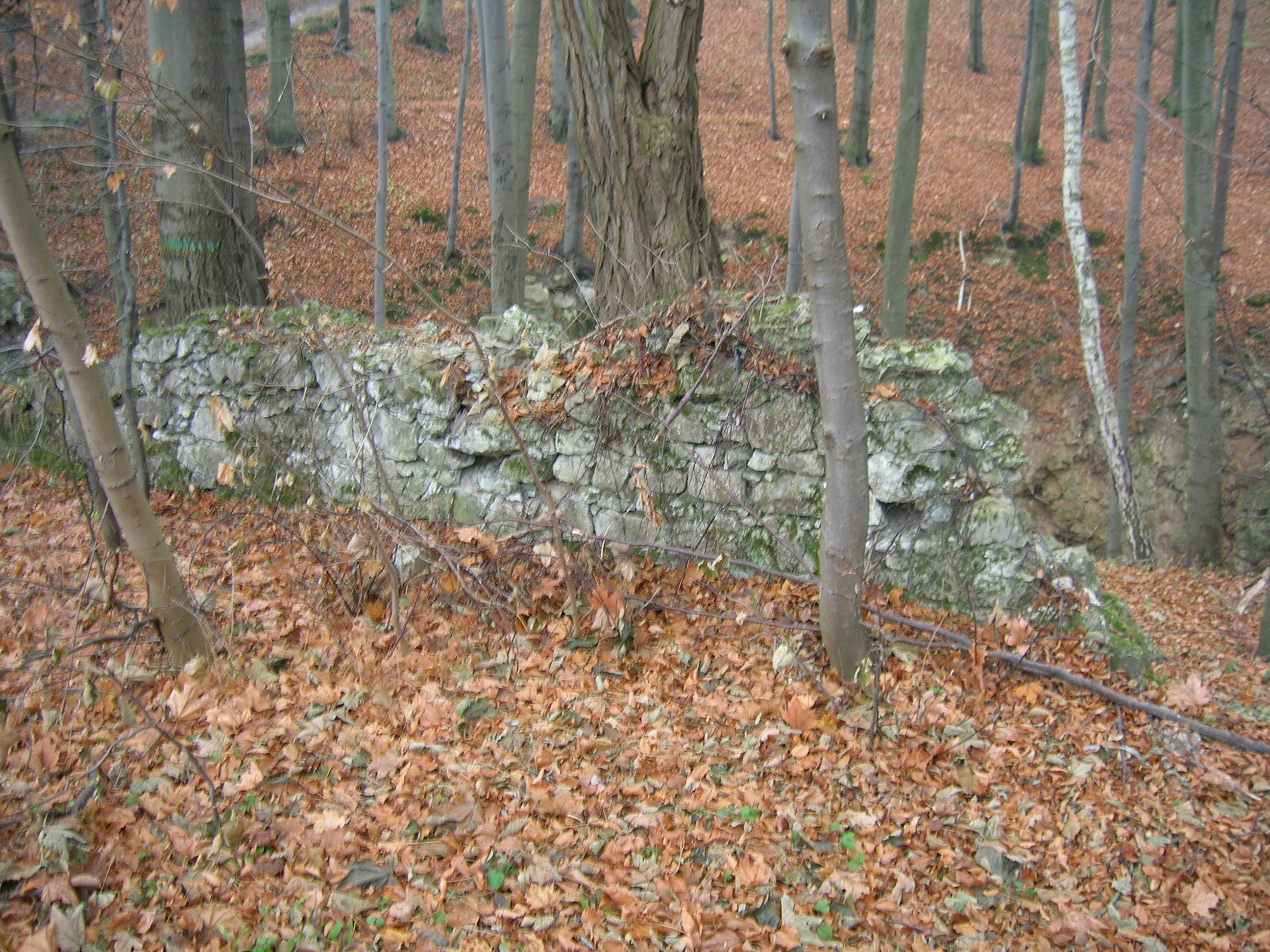
Fragment byłego muru klasztoru w Czernej
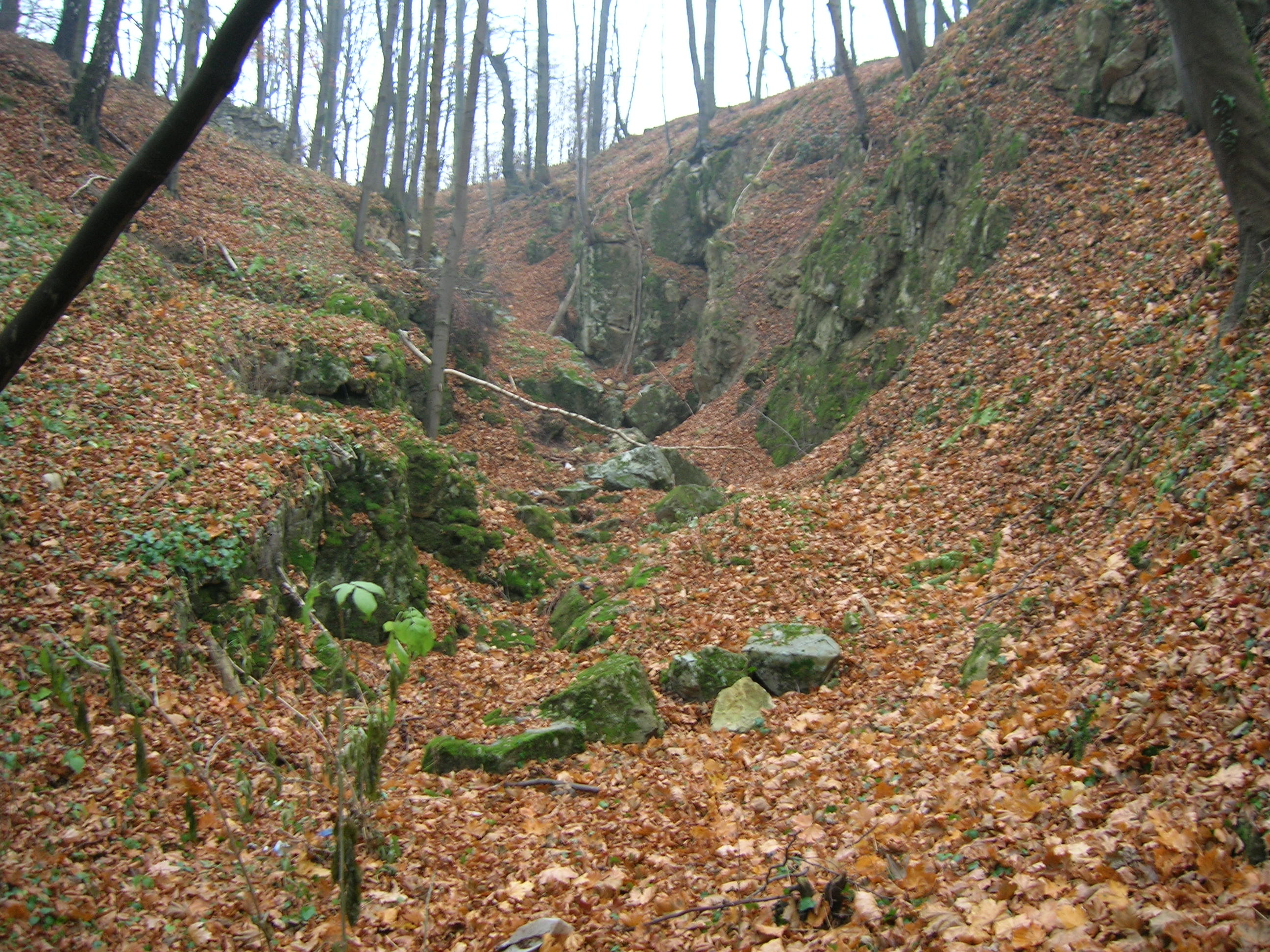
Fragment wschodni (górny)
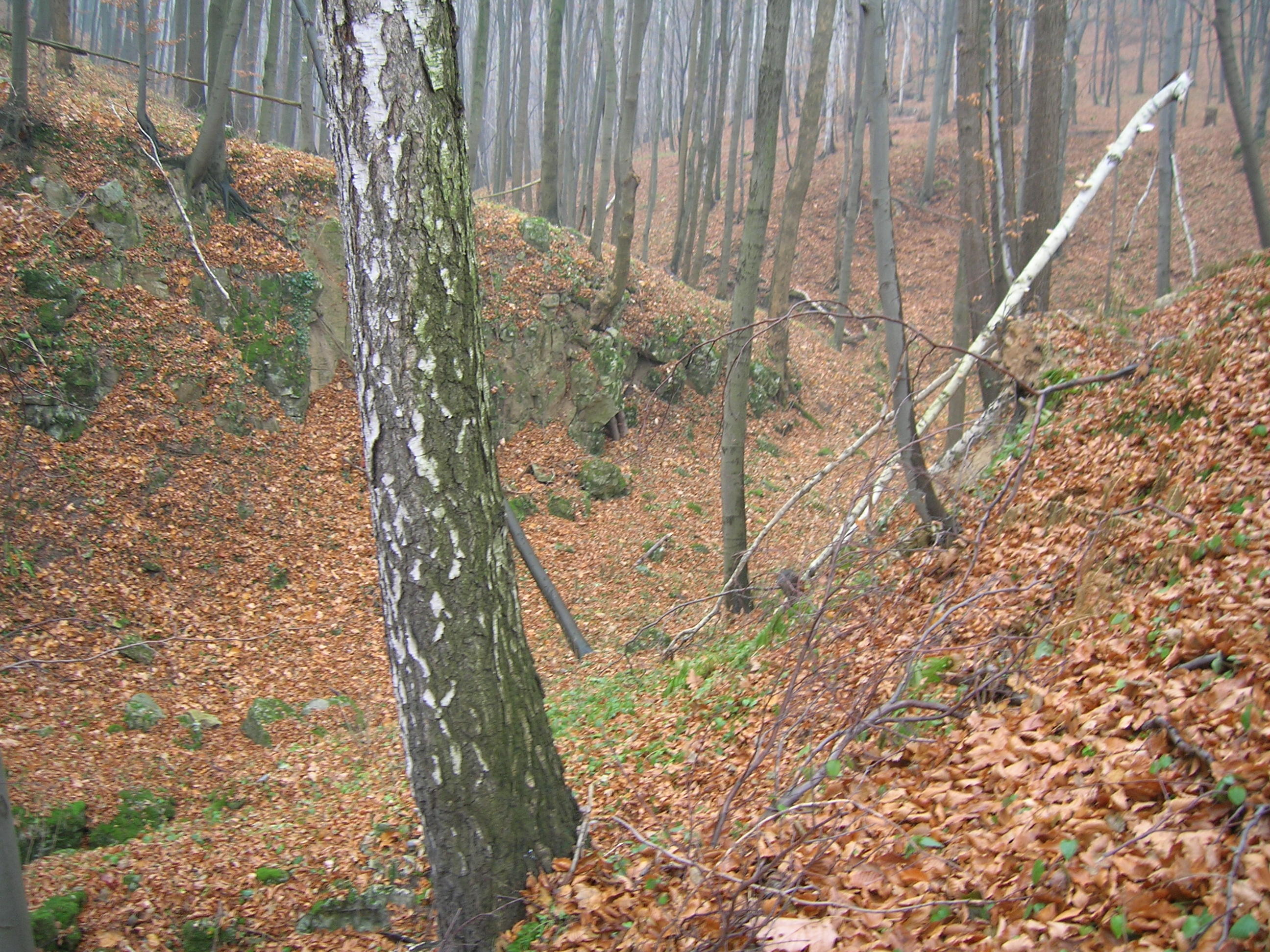
Część środkowa